# Campionati africani di ciclismo su strada - Corsa in linea maschile Elite
La Corsa in linea maschile Elite è uno degli eventi disputati durante i Campionati africani di ciclismo su strada. Per la prima volta fu corsa nel 1995. Successivamente fu corsa nuovamente nel 2001 e nel 2005. Da quell'anno viene corsa stabilmente, con la sola eccezione del 2014 e del 2020.

## Albo d'oro
Aggiornato all'edizione 2023.
| Anno      | Vincitore              | Secondo                     | Terzo                      |
| --------- | ---------------------- | --------------------------- | -------------------------- |
| 1995      | Willy Engelbrecht      | non conosciuta (bandiera)   | non conosciuta (bandiera)  |
| 1996-2000 | non disputata          | non disputata               | non disputata              |
| 2001      | Jacques Fullard        | Douglas Ryder               | Ross Grant                 |
| 2002-2004 | non disputata          | non disputata               | non disputata              |
| 2005      | Rupert Rheeder         | Thomas Desvaux              | Mohamed Abdel Aziz         |
| 2006      | Darren Lill            | Daniel Spence               | Robert Hunter              |
| 2007      | Nicholas White         | Johann Rabie                | Jay Robert Thomson         |
| 2008      | Dan Craven             | Hassan Zahboune             | Abdelmalek Madani          |
| 2009      | Ian McLeod             | Jay Robert Thomson          | Erik Hoffmann              |
| 2010      | Daniel Teklehaimanot   | Meron Russom                | Dan Craven                 |
| 2011      | Natnael Berhane        | Tesfay Abraha               | Jacques Janse van Rensburg |
| 2012      | Natnael Berhane        | Jay Robert Thomson          | Ferekalsi Debesay          |
| 2013      | Tesfom Okbamariam      | Dan Craven                  | Merhawi Kudus              |
| 2014      | non disputata          | non disputata               | non disputata              |
| 2015      | Louis Meintjes         | Jay Robert Thomson          | Jacques Janse van Rensburg |
| 2016      | Tesfom Okubamariam     | Youcef Reguigui             | Mekseb Debesay             |
| 2017      | Willie Smit            | Meron Abraham               | Ahmed Amine Galdoune       |
| 2018      | Amanuel Gebreigzabhier | Metkel Eyob                 | Azzedine Lagab             |
| 2019      | Mekseb Debesay         | Azzedine Lagab              | Youcef Reguigui            |
| 2020      | non disputata          | non disputata               | non disputata              |
| 2021      | Ryan Gibbons           | Nassim Saidi                | Youcef Reguigui            |
| 2022      | Henok Mulubrhan        | Reinardt Janse van Rensburg | Hamza Amari                |
| 2023      | Henok Mulubrhan        | Yacine Hamza                | Achraf Ed Doghmyi          |

## Medagliere
| Pos.   | Nazione   | Oro | Argento | Bronzo | Totale |
| ------ | --------- | --- | ------- | ------ | ------ |
| 1      | Sudafrica | 9   | 7       | 5      | 21     |
| 2      | Eritrea   | 9   | 4       | 3      | 16     |
| 3      | Namibia   | 1   | 1       | 2      | 4      |
| 4      | Algeria   | 0   | 4       | 5      | 9      |
| 5      | Marocco   | 0   | 1       | 2      | 3      |
| 6      | Mauritius | 0   | 1       | 0      | 1      |
| 7      | Egitto    | 0   | 0       | 1      | 1      |
| Totale | Totale    | 19  | 18      | 18     | 55     |